# Slavko
Slavko ist ein männlicher Vorname. Er ist vor allem im slawischsprachigen Raum verbreitet und leitet sich vom slawischen slava – Ehre, Ruhm ab.

## Bekannte Namensträger
- Slavko Avsenik (1929–2015), slowenischer Komponist und Akkordeonspieler
- Slavko Barbarić (1946–2000), kroatischer Franziskaner und Autor
- Slavko Cerjak (1956–2008), jugoslawischer Schauspieler
- Slavko Cicak (* 1969), schwedischer Schachspieler
- Slavko Čuković († 1964), jugoslawischer Ökonom und Hochschullehrer
- Slavko Dokmanović (1949–1998), mutmaßlicher serbischer Kriegsverbrecher
- Slavko Goldstein (1928–2017), jugoslawischer/kroatischer Drehbuchautor, Schriftsteller und Politiker
- Slavko Goluža (* 1971), kroatischer Handballspieler und Handballtrainer
- Slavko Janevski (1920–2000), mazedonischer Schriftsteller
- Slavko Kacunko (* 1964), kroatischer Kunsthistoriker, Medientheoretiker und Philosoph
- Slavko Kolar (1891–1963), kroatischer Schriftsteller
- Slavko Kovačić (* 1950), jugoslawischer Fußballspieler
- Slavko Kvaternik (1878–1947), kroatischer Politiker und Offizier
- Slavko Labovic (* 1963), dänisch-serbischer Schauspieler
- Slavko Milosavlevski (1928–2012), jugoslawischer bzw. mazedonischer Politikwissenschaftler, Politiker und Diplomat
- Slavko Osterc (1895–1941), jugoslawischer Komponist
- Slavko Petrović (Fußballspieler) (* 1958), jugoslawischer Fußballtorhüter und Fußballtrainer
- Slavko Popadic (* 1991), kroatisch-deutscher Schauspieler
- Slavko Štimac (* 1960), serbischer Filmschauspieler
- Slavko Svinjarević (1935–2006), jugoslawischer Fußballspieler und -trainer
- Slavko Vinčić (* 1979), slowenischer Fußballschiedsrichter